# 松澤喜好
松澤 喜好（まつざわ きよし、1950年3月1日-　）は、日本の英語教育評論家。
神奈川県出身。神奈川県立川崎高等学校、電気通信大学電波通信学科卒業後、富士ゼロックス入社。2004年『英語耳』を刊行してベストセラーとなり、以後多くの音声による英語習得の著作を出している。現在はカルチャーセンターなどで英語の講座を行っている。日本音声学会、日本英語学会会員。ウェブサイト「英語・発音・語彙」を主宰している。息子に音楽家の松澤健がいる。

## 著書
- 『英語耳 発音ができるとリスニングができる』アスキー 2004
- 『英語耳ドリル 発音&リスニングは歌でマスター』アスキー 2005
- 『セ耳 発音でセンター試験英語のリスニングを攻略する』ダイヤモンド社 2006
- 『闘耳 発音でTOEICテストのリスニングを攻略する』ダイヤモンド社 2006
- 『挫折なしで英会話ができる「英語耳」9つの法則』アスキー新書 2007
- 『単語耳 英単語八千を一生忘れない「完全な英語耳」  理論編+実践編lv.1(千語)』アスキー 2007
- 『単語耳 英単語八千を一生忘れない「完全な英語耳」 実践編lv.2(2千語)』アスキー 2007
- 『単語耳 英単語八千を一生忘れない「完全な英語耳」 実践編lv.3(3千語)』アスキー・メディアワークス 2008
- 『英語は「耳読」にかぎる! 突然聞きとれる!たちまち話せる!』青春出版社 2009
- 『単語耳 英単語八千を一生忘れない「完全な英語耳」 実践編 lv.4』アスキー・メディアワークス 2009
- 『耳から英語 朝の10分間英語講座』同友館 2009

### 共著
- 『英語耳ボイトレ 発声術を学べば一発で通じる、聞き取れる』クレア・オコナー,福島英共著 アスキー・メディアワークス 2008
- 『マーフィーの法則de英語耳 英語耳・多読 3カ月であらゆる英語が平易にゆっくり聞こえ出す!』アーサー・ブロック共著 アスキー・メディアワークス 2009
- 『ベッキー・クルーエルde英語耳』ブリティッシュ・カウンシル共著 アスキー・メディアワークス 2010
- 『語源耳 絵&写真と耳で英単語三千を連想記憶』ホリム・ハン共著 吉原育子,吉野ひろみ訳 アスキー・メディアワークス 2011

翻訳
- アーサー・ブロック『マーフィーの法則 21世紀版』松澤千晶共訳 アスキー 2007